# 물망초 (1969년 영화)
"물망초"는 1969년 공개된 대한민국의 영화이다.

## 배역
- 최은희
- 윤정희
- 남정임
- 홍세미
- 남진
- 박암
- 주증녀
- 이경희
- 김석훈
- 이순재